# Droit de havage
Sous l'Ancien Régime, le droit de havage ou droit de havée, (de l'ancien français havée : ancienne mesure de grains correspondant à une poignée prise à deux mains) était le droit de prélèvement réservé aux exécuteurs de la haute justice, autrement dit les bourreaux, qui donnait la possibilité de prendre les grains et denrées qui se vendent au marché (céréales, fruits, œufs, légumes, etc.) et autant que la main pouvait en contenir.
Le havage vient de l'ancien mot havir, qui signifie prendre.

## Historique

### Généralités
Le droit de prendre ce que la main peut contenir est un droit seigneurial abandonné par le Haut-Justicier aux exécuteurs des hautes-œuvres. Le droit de havage est donc étroitement lié à la fonction de bourreau : en effet, celui-ci suscitait une telle horreur qu'il vivait reclus et que les gens fuyaient son contact ; ses enfants étaient refusés dans les écoles, et les marchands rechignaient à lui vendre leurs marchandises.
Le bourreau percevait ses émoluments, le droit de havage, sur une grande quantité en nature des marchands des halles : cela lui permettait de prélever des légumes, de la viande, du poisson dans les paniers sur lesquels il étendait la main ; un valet marquait alors à la craie le dos des marchands visités afin de prendre les denrées.
Ce droit à prendre avec la main est par la suite remplacé par le droit de prendre avec une cuillère en fer... qui grandissait toujours. Devant ces abus grandissants (il y avait alors un bourreau dans chaque bailliage), le mode de rémunération fut modifié : profitant de la libéralisation du commerce des grains, initiée par Turgot, de la hausse des prix des grains et donc du pain à la suite des mauvaises récoltes des étés 1773-1774, et de l'impopularité grandissante du « bourreau profiteur », le parlement, soucieux de ne pas étendre la guerre des farines, remplaça, le 3 juin 1775, le droit de havage par une perception fixe.

### À Paris
À Paris, la place du pilori et de l'échafaud est aussi celle des Halles. Le bourreau loue à des marchands forains les petites échoppes autour de cette place. Pour salaire, il a le droit de havage qui lui donne la possibilité de prendre toutes sortes de marchandises vendues aux Halles : des grains, des fruits, du poisson, du gibier, des œufs, de la laine, etc. autant que sa main peut en prendre. Les commerçants ainsi ponctionnés étaient marqués, dans le dos, d'une croix à la craie.
Au XIVe siècle, le bourreau de Paris touchait, en plus du droit de havage, une somme fixe de 15 sols parisis pour chaque exécution. Au XVe siècle, il eut également le droit d'avoir la tête de tous les cochons qui divaguaient dans les rues.
Voici quelques exemples de rémunération du bourreau de Paris à partir au XVIe siècle :
- Pour la question : 20 livres
- Pour amende honorable :
  - Une torche de cire jaune du poids de 2 livres : 10 livres
  - Deux écriteaux : 6 livres
  - Une chemise : 2 livres
- Pour une tête tranchée : 100 livres. Si la lame s'ébrèche, la réparation est facturée 24 livres.
- Pour une personne brûlée : 50 livres
- Pour une personne rouée : 50 livres
- Pour une personne pendue : 25 livres. Si la corde casse, le remplacement de chaque corde est facturé 6 livres.
- Pour porter le cadavre au lieu de sépulture après l'exécution : 30 livres.

### À Étampes
À Étampes, un arrêt du 30 juillet 1767 indique la perception des droits de havage :

« L'exécuteur des sentences criminelles du bailliage d'Étampes, pour perception des droits de havage, sera et demeurera autorisé à percevoir tous les jours, indistinctement aux portes et barrières de ladite ville d'Étampes seulement :
- 6 deniers par chaque sac de froment, seigle, orge et avoine qui entreraient dans ladite ville pour y être vendus ;
- 3 deniers par chaque sac de pois, fèves, vesces, et lentilles.

Il est fait interdiction au bourreau d'Étampes de percevoir une redevance sur les produits servant pour les récoltes et moissons futures, ainsi que pour les denrées acheminées pour les marchés voisins en particulier pour Paris, même si ces produits sont convertis en farine. En outre il lui est fait défense de percevoir les droits les jours de foire et fêtes de la Vierge
Il ne percevra aucun droits sur les, beurres, œufs, légumes, fruits, gibier. »

### Bailliage de Rouen
Voici quelques exemples de rémunération de Geoffroy Thérage, bourreau du bailliage de Rouen de 1407 à 1432 et bourreau de Jeanne d'Arc :
- 6 août 1407 : 15 sols pour une mise au pilori.
- 10 août 1411 : 20 sols pour un traînage sur une claie et une pendaison.
- 25 février 1420 : 20 sols pour une décapitation.
- 28 mai 1428 : 4 livres tournois et 8 sols pour avoir trainé, coupé un poing, décapité, écartelé, pendu le corps et les 4 membres de Pierre Le Bigourdais et mis sa tête au bout d'une lance[7].
- 27 janvier 1429 : 60 sols pour une pendaison.
- 14 juillet 1430 : 6 livres tournois pour 4 décapitations.
- 26 mars 1431 : 46 sols pour 4 pendaisons.